# ARA Fortuna III (Q-76)
El ARA Fortuna III es un yate de regata de la Armada Argentina.
Construido en fibra de carbono; tiene una eslora de 60 pies y fue diseñado por Germán Frers, diseñador naval Argentino de embarcaciones deportivas.
Sus capitanes fueron (en orden cronológico):
- 2005: Capitán de Fragata César Recalde
- 2006: Capitán de Fragata Alberto Von Wernich
- 2007 a 2008: Capitán de Corbeta Gabriel Malnati
- 2009: Capitán de Fragata Diego Giavedoni

Durante todos estos años se hizo presente en los campeonatos más importantes de Sudamérica (circuito Atlántico Sur, Buenos Aires - Río de Janeiro, Semana de Ilhabela, Campeonato Argentino, Campeonato Buquebus, etc.).
El Fortuna III posee el récord en tiempo real en la regata Buenos Aires - Punta del Este.  15 h 17 min 15 s concretado en el año 2015.

El Fortuna III posee el récord en tiempo real en la regata Buenos Aires - Mar del Plata 24 h 1 min, concretado el día 13 de febrero del año 2009, recorrido aproximado de la regata 270 millas náuticas.